# Absolution (filme)
Absolution (também conhecido como The Mercenary: Absolution) (Absolvido) é um filme de 2015 dos gêneros ação e thriller dirigido por Keoni Waxman, e estrelado por Steven Seagal, Byron Mann e Vinnie Jones.

## Sinopse
John, um mercenário (Steven Seagal), é contratado para eliminar um criminoso afegão. Para a missão ele conta com um ex parceiro (Byron Mann). Resolvida a questão, vão em um clube beber e esperar pelo pagamento. É ai que uma garota fugindo de outro clube perseguida por capangas adentra desesperada e os pede ajuda. Os dois a ajudam e John descobre então que ela e a irmã foram sequestradas em um esquema de tráfico humano e que o chefão de todo sindicato local (Vinnie Jones) é um sádico que possui uma câmara de tortura onde espanca moças até a morte e filma tudo para seu prazer. John e seu parceiro agora estão com a cabeça a prêmio por toda cidade, enquanto investigam o caso e partem para o confronto com o chefão e seu sindicato.

## Elenco
- Steven Seagal - John Alexander
- Byron Mann - Chi
- Vinnie Jones - The Boss
- Josh Barnett - Colt
- Adina Stetcu - Nadia
- Massimo Dobrovic - Handler
- Maria Bata - Diana
- Sabrina Branduse - Alexander's wife
- Dominte Cosmin - Sergei
- Howard Dell - Van Horn
- Adina Galupa - Sofia
- George Remes - Victor